# Kanton Six-Fours-les-Plages
Kanton Six-Fours-les-Plages (fr. Canton de Six-Fours-les-Plages) je francouzský kanton v departementu Var v regionu Provence-Alpes-Côte d'Azur. Tvoří ho pouze město Six-Fours-les-Plages.